# Zofia Lissa
Zofia Lissa (* 19. Oktober 1908 in Lemberg, Österreich-Ungarn; † 26. März 1980 in Warschau) war eine polnische Musikwissenschaftlerin.

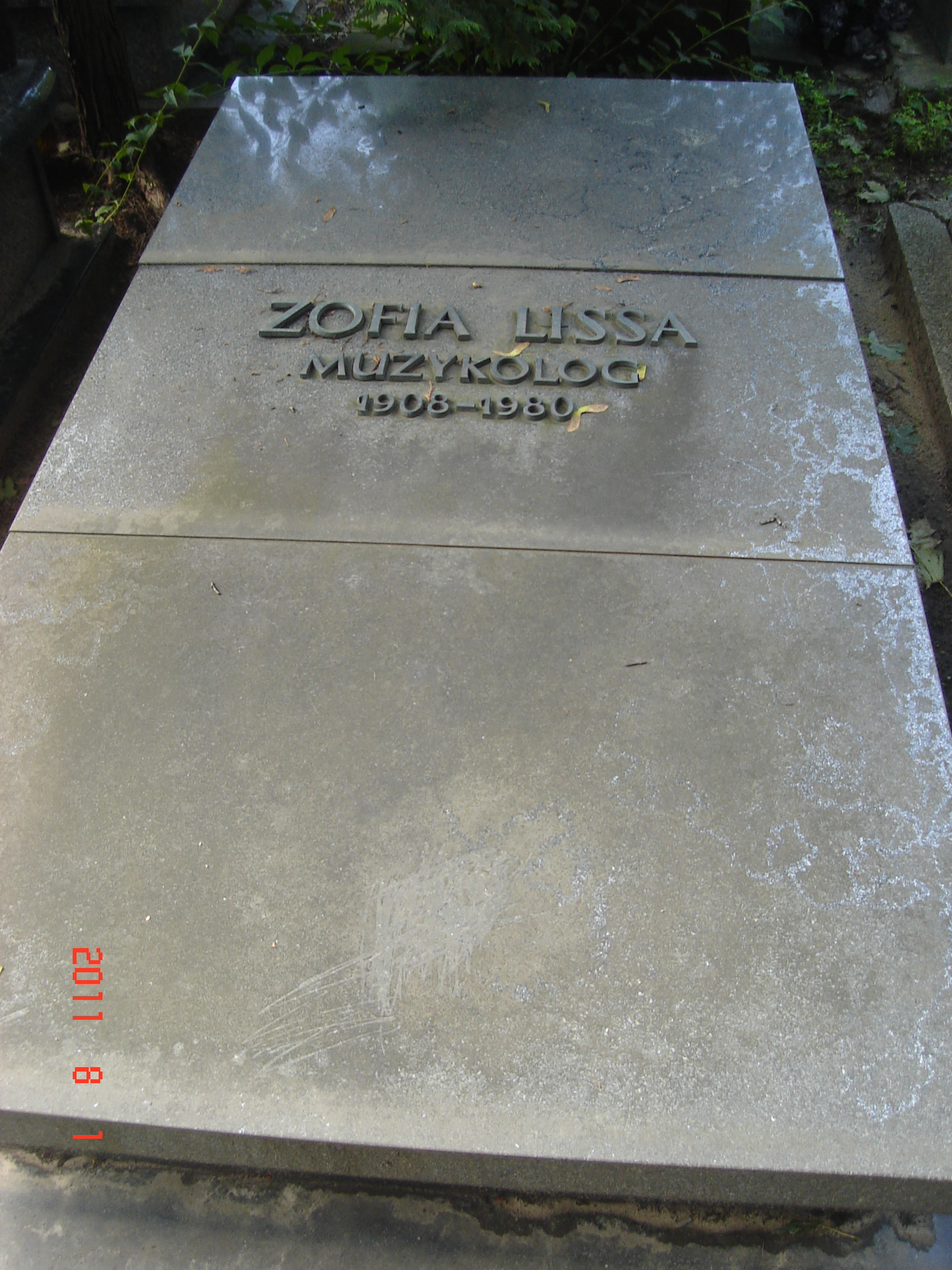
Grabstelle

## Leben
Lissa studierte Musikwissenschaft am Konservatorium sowie Philosophie und Psychologie an der Universität Lemberg. Sie promovierte 1930 zum Dr. phil. Danach arbeitete sie als Musiklehrerin und bei Radio Lviv. Vor der deutschen Besetzung Lembergs 1941 wurde sie in die Sowjetunion deportiert und unterrichtete Musik in Namangan in der Usbekischen SSR. Ab 1943 war sie mit dem Bund Polnischer Patrioten in Moskau und wurde bei Kriegsende Kulturattachée in der polnischen Botschaft. 1947 habilitierte sie sich an der Adam-Mickiewicz-Universität Posen mit einer Arbeit Über das Wesen des Komischen in der Musik. 1948 gründete sie im historischen Fachbereich der humanistischen Fakultät an der Warschauer Universität eine unabhängige musikwissenschaftliche Abteilung, deren Leitung sie von Anfang an innehatte. 1951 wurde sie zur Professorin ernannt, 1957 zur Ordinaria. Die musikwissenschaftliche Abteilung erhielt den Status eines Lehrstuhls und wurde 1958 zum Institut für Musikwissenschaft umbenannt, dem Zofia Lissa bis 1975 als Direktorin vorstand. Seit 1965 war sie korrespondierendes Mitglied der Sächsischen Akademie der Wissenschaften. Sie war eine Vertreterin des Sozialistischen Realismus in der Musik.
Lissa organisierte 1960 den ersten Frédéric Chopin-Kongress in Warschau.
Ihre wichtigsten Werke in der Musikwissenschaft waren ihre Dissertation (1929) über Alexander Nikolajewitsch Skrjabins Harmonik und ihr preisgekröntes Buch Ästhetik der Filmmusik (Estetyka muzyki filmowej, 1964), das übersetzt von Lothar Fahlbusch und Katja Weintraub 1965 in deutscher Sprache erschien.

## Schriften in deutscher Übersetzung
- Fragen der Musikästhetik. Berlin 1954
- Über das Spezifische der Musik. Berlin 1957
- Die Chopinische Harmonik aus der Perspektive der Klangtechnik des. 20. Jahrhunderts, in: Deutsches Jahrbuch der Musikwissenschaft, Jg. 2 (1957) und 3 (1958)
- Chopin im Lichte des Briefwechsels von Verlegern seiner Zeit gesehen, in: Fontes Artis Musicae, Jg. 7 (1960), S. 46–57
- Chopins Briefe an Delfina Potocka, in: Die Musikforschung, Jg. 15 (1962), S. 341–353
- Ästhetik der Filmmusik, Berlin: Henschel, 1965
- Aufsätze zur Musikästhetik. Berlin 1969
- Neue Aufsätze zur Musikästhetik. Wilhelmshaven 1975